# Біджапур (округ, Карнатака)
Біджапур (канн. ವಿಜಾಪುರ) — округ в індійському штаті Карнатака. Утворений 1848 року.
1997 року з частини території округу було утворено новий округ Багалкот.